# Alejandro Lerroux García
Alejandro Lerroux García (La Rambla, Còrdova, 4 de març de 1864 – Madrid, 27 de juny de 1949) fou un polític andalús que exercí el càrrec de President del Govern durant la Segona República Espanyola en diferents períodes entre 1933 i 1935.

## Infantesa i joventut
El pare, Alejandro Lerroux Rodríguez, després de nombroses destinacions militars, arribà a ser professor de Veterinària militar a Alcalá de Henares, assolint el grau de tinent coronel. La mare, Paula García González, era filla d'un metge militar de Benavente (Zamora), on va conèixer el seu futur marit.
Alejandro Lerroux Garcia va ser el cinquè fill dels deu que va tenir el matrimoni, si bé molts dels germans van morir prematurament. Va patir el desarrelament habitual dels fills de militars, atès que va viure una dotzena de trasllats fins a la seva emancipació. Durant una de les destinacions del seu pare va ser alumne de l'Institut Ramon Muntaner de Figueres.
La seva mare va voler que entrés al seminari, per la qual cosa l'envià a viure durant dos anys amb un oncle capellà. Per la seva banda, el pare va intentar orientar-lo cap als estudis de dret. No va tenir èxit, el fill no mostrà cap interès per l'advocacia.

## Primeres ocupacions i orientació ideològica

### Primeres ocupacions
Lerroux tenia vocació militar com el seu pare i el seu germà Arturo, mort a l'adolescència. El 1882, en completar el servei militar, va voler entrar a l'Acadèmia General de Toledo, però no aconseguí prou qualificació. Aquest fet el portà a desertar l'exèrcit, i romangué amagat fins beneficiar-se d'una amnistia pel naixement del futur rei Alfons XIII, el 1886. Obligat per una situació econòmica precària, va haver d'alternar feines breus i va patir desorientació.
Amb el temps, tot i que no havia acabat el batxillerat, aconseguí llicenciar-se en Dret a la Universitat de la Laguna després d'haver fet un únic examen.
Des del 1890 es va dedicar al periodisme, professió en què va desenvolupar un estil agressiu, demagògic, i populista. Va col·laborar en diverses publicacions i en va dirigir d'altres (El País, El Progreso, La Publicidad, El Intransigente i El Radical). Primer, començà a El País, òrgan de la facció republicana liderada per Ruiz Zorrilla. Temps després, marxaria per fundar un diari republicà propi, El Progreso, al qual es va endur bona part dels antics redactors d'El País. Durant la Restauració, Alejandro Lerroux va cobrar de l'anomenat fondo de reptiles, diners de l'Estat emprats per subornar periodistes o, en forma de subvenció, publicacions senceres.
L'agressivitat d'alguns dels seus articles li causaren problemes amb la justícia, i va passar nou mesos a la presó per condemnes acumulades.
El 1901, amb el suport del cap republicà Eusebi Jover i Marquet, es traslladà a Barcelona, on va ser nomenat director del diari La Publicidad, que acabaria esdevenint el seu mitjà d'informació personal . Les campanyes del diari van produir aldarulls de caràcter antimilitarista i anticatalanista, contrarestats per fortes reaccions d'altres sectors oposats, així com una pugna amb els anarquistes per aconseguir el favor del sector obrer.

### Orientació ideològica
A part de la influència paterna envers els valors militars i patriòtics, en Lerroux va esdevenir seguidor de Ruiz Zorrilla, president del Partido Republicano Progresista, en el qual acabà militant. Altrament, a la redacció d'El Pais, hi va tenir l'oportunitat de coincidir amb els escriptors que hi col·laboraven habitualment, com és el cas d'Azorín, Valle-Inclàn o Ramiro de Maeztu. Els dos primers pertanyien a l'anomenada generació del 98, oposada a la Restauració borbònica, revividora dels mites literaris espanyols, alhora que demanaven un procés de regeneració després del desastre del 98, emprant sempre com a referència l'antic Regne de Castella. Pel que fa a Ramiro de Maeztu, va ser un dels introductors de l'obra de Nietzsche.
A través de Ramiro de Maeztu, o d'alguna altra font, la influència del concepte nietzscheà del «superhome»(Übermensch) i del nacionalisme europeu emergent es van acabar manifestant en l'obra d'en Lerroux. Un exemple d'aquesta orientació política és el conegut l'article «¡Rebeldes!,¡Rebeldes!,......», publicat el 1906.
Lerroux també fou simpatitzant del sector més radical del Partido Republicano Progresista. Aquest partit, després de la mort de Ruiz Zorilla, va ser capitanejat pel psiquiatra Josep Maria Esquerdo («apóstol i cabdill de dos religions: la ciència i la república», segons Galdós), a qui Alejandro Lerroux va conèixer a través del seu germà Armando (reclòs més de vint anys en un sanatori dirigit pel psiquiatra). A les acaballes del segle xix, nombrosos psiquiatres, com ara Esquerdo, participaven en política. Per a la Institución Libre de Enseñanza (ILE), el procés de regeneració nacional passava per forjar un home nou, cosa que requeria «recórrer a la psicologia científica, i aquesta, alhora, a la nova psicologia».

## Vida política
El discurs populista i anticlerical de Lerroux, així com la seva intervenció en diferents campanyes contra els governs de la Restauració, el van fer guanyar-se el malnom d'«Emperador del Paral·lel». Aquesta popularitat i influència que tenia sobre les classes obreres de Barcelona van acabar constituint la base del seu fidel electorat.
Una de les característiques del nacionalisme europeu emergent que influenciava Lerroux era la identificació del líder amb la ideologia i el partit; fins i tot, amb el poble. De fet, diferents autors parlen de «cabdillisme» per definir la figura d'en Lerroux, atès que, entre d'altres malnoms, també se l'anomenava Caudillo, i a la seva ideologia, «lerrouxisme».
Amb el canvi de segle arribà a Barcelona, on romania un notable sentiment republicà, i en Lerroux es presentà als cercles i celebracions republicanes. Un bon exemple és la commemoració dels Màrtirs de Sarrià contra el cop d'Estat d'en Pavia, on lloant antics combatents, com el Xic de la Barraqueta o el Palet de Rubí, en Lerroux s'hi va donar a conèixer. Emprant La Publicidad com a mitjà de promoció —l'òrgan més important del republicanisme barceloní— i amb una retòrica que cridava a la revolució, el corrent lerrouxista acabà apropiant-se del protagonisme d'aquelles trobades on, després de les celebracions, sovint hi havia dinars fraternals gratuîts. Lerroux empraria una idealització del martiri per generar un desig de sacrifici i revenja que, mitjançant la revolució, havien de dur finalment a la justícia social.
Va ser elegit diputat per primera vegada el 1901; i de nou el 1903 i 1905, aquest dos darrers anys amb les candidatures de la Unión Republicana, un partit que Lerroux havia ajudat a fundar juntament amb Nicolás Salmerón. El 1906, Salmerón s'adherí a la coalició Solidaritat Catalana, cosa que el separà d'en Lerroux, qui era molt contrari a les tesis catalanistes. Al capdavall, Lerroux fundà el Partido Republicano Radical el gener de 1908, que encapçalà la lluita contra el catalinisme polític.

Tot i el perfil demagògic habitual dels seus discursos, es pot copsar la seva militància espanyolista arran dels fets del Cu-cut!, en referència als quals, a més d'oferir-se per cremar els convents («escoles de separatisme»), demanà als soldats que es sollevessin:
Fa menys de sis anys imperava a Barcelona el catalanisme polític, fill degenerat d'un monstruós contuberni entre una aspiració literaturesca, romàntica i un malestar social pujat al període agut amb motiu de la catàstrofe nacional... Els de dalt van trobar de seguida la seva fórmula, les Bases de Manresa, incongruents, reaccionàries, escrites en luxós pergamí, mantenidores de privilegis antics, creadores de nous, amb ànima i tendència disgregadora, separatista, com inspirades per l'esperit clerical i aprovades per diversos bisbes de maleïda memòria... Jo dic que si hagués estat militar, hagués anat a cremar La Veu, el Cu-Cut!, la Lliga i el palau del bisbe, si més no. I si jo hagués estat a Barcelona la nit d'«autos» hauríem anat el poble i jo a cremar diversos convents, escoles de separatisme, i a trucar a la porta de les casernes i a dir als soldats que abans que la disciplina estan, en la consciència dels homes, la llibertat i la pàtria.
El 1907, Solidaritat Catalana guanyà les eleccions a la Ciutat Comtal i Lerroux es quedà sense escó. En perdre la immunitat parlamentària, s'hi van reactivar diferents processos contra ell per delictes d'impremta. Va ser condemnat a dos anys i quatre mesos de presó; pena que eludí exiliant-se a França i, després, a l'Argentina, fins a l'any 1909, any de la Setmana Tràgica de Barcelona. De tornada a Espanya, va acceptar entrar en la Conjunció Republicano-Socialista, amb la qual va tornar a ser diputat el 1910. Des de llavors, es va veure embolicat en una sèrie d'escàndols que el van allunyar del seu fidel electorat barceloní. Destaquen les acusacions de corrupció, per les quals va haver de canviar de districte electoral i presentar-se per Còrdova el 1914. Amb l'esclat de la Primera Guerra Mundial, i davant la neutralitat d'Espanya, va demanar donar suport armat als Aliats.
Sota la dictadura de Miguel Primo de Rivera (1923–1930), el seu partit es va veure afeblit per l'escissió dels Radical-Socialistes de Marcel·lí Domingo (1929). No obstant això, va continuar en la política activa i va participar en el Pacte de Sant Sebastià, un comitè revolucionari que preparà l'enderrocament d'Alfons XIII i la proclamació de la Segona República Espanyola el 1931.
Sota el règim republicà va ocupar un paper polític preeminent. Va formar part del govern provisional de la Segona República i del primer govern de Manuel Azaña, en els quals va ser ministre d'Estat. Amb tot, el desembre de 1931 va abandonar el càrrec, doncs era contrari a la continuïtat de l'aliança amb els socialistes. Des d'aleshores, el seu posicionament polític es va anar alineant cap al centredreta ideològic, cosa que l'acostà als partits de l'oposició. El 1933-1936 va passar a formar part de la majoria conservadora que va accedir al poder. Lerroux arribà a ser president del govern des de desembre 1933 a l'abril de 1934, i del l'octubre de 1934 al setembre de 1935. També va ocupar carteres ministerials destacades: la de Guerra (del novembre de 1934 a l'abril de 1935) i la d'Estat (de setembre a juny de 1935).
Després de destacar-se en la repressió de l'intent de revolució obrera de 1934, Lerroux va quedar desacreditat davant l'opinió pública per l'escàndol de l'estraperlo; un cas de corrupció lligat al negoci del joc en què el seu fill Aurelio va ser acusat pel delicte de tràfic d'influències. Aquest fet, trencà la seva aliança amb la dreta i va deteriorar la seva posició dintre del partit.
Al capdavall, a les eleccions de 1936 ni tan sols va sortir elegit diputat, cosa que el va fer retirar-se de la primera plana política els mesos abans de l'inici de la Guerra Civil. Quan esclatà el conflicte bèl·lic va fugir a Portugal, des d'on presencià la insurrecció de l'exercit contra el govern republicà del Frente Popular. No obstant això, durant la guerra, Lerroux expressà públicament el seu suport al bàndol nacional. Tanmateix, la seva desafecció vers la creixent influència de la Falange i el carlisme, juntament amb el seu passat d'esquerres, li provocà problemes amb les autoritats franquistes. Amb tot, després de dos processos judicials, va ser autoritzat a retornar a Espanya el 1947. Dos anys després, morí a Madrid. Tenia vuitanta-cinc anys.
El 6 de desembre del 2005 amb motiu del dia de la Constitució Espanyola, se li va reconèixer al seu poble natal, La Rambla (Còrdova), la seva aportació per la construcció del primer institut d'ensenyament secundari de la comarca i la vinculació al projecte, tot i que frustrat, de fer-hi arribar el tren.

## Lerrouxisme i anticatalanisme
Una de les herències polítiques d'Alejandro Lerroux ha estat la paraula derivada «lerrouxisme» que, a més del posicionament representat pel Partido Republicano Radical, fa referència a un perfil de política demagògica, espanyolista i anticatalana. Aquest concepte ha estat aplicat, més enllà d'aquella època concreta, al conjunt de l'esquerra espanyolista a Catalunya. Altrament, també s'ha fet servir per definir qualsevol tendència que pretengui oposar el moviment obrer a l'autonomia política i enfrontar als catalans d'origen forà a la llengua i cultura catalanes. Amb tot, com recordava l'historiador Joan B. Culla: «La relació de Lerroux amb el catalanisme fou més complexa i matisada».
A començaments del segle XX no hi havia en el republicanisme català un espanyolisme hostil envers la personalitat col·lectiva de Catalunya. El mateix Lerroux, al 1904, va escriure al diari La Publicidad: «[el catalàn] es un pueblo que tiene historia propia, lengua propia, literatura y arte propios con todos los caracteres étnicos de una raza aparte». De fet, Lerroux «col·laborà amb la Mancomunitat, participà en la campanya autonomista del 1918, subscrigué el pacte de Sant Sebastià i votà l'Estatut del 1932».
Al 1906, quan es proclamà a Girona la coalició electoral Solidaritat Catalana, el catalanisme esdevingué un moviment de masses. És llavors que Unió Republicana, partit de Lerroux, es dividí entre solidaris i antisolidaris. A capdavall, al 1908, Lerroux abandonà el partit i encapçalà el corrent antisolidari fundant-ne un de nou, el Partido Republicano Radical. Pels republicans antisolidaris, res no justificava una aliança electoral amb regionalistes i carlistes. D'altra banda, per als solidaris, no s'acceptava fer el joc al centralisme espanyolista, inseparable ideològicament del militarisme monàrquic, com feia en Lerroux. És només a partir d'aquest moment que es pot parlar amb propietat de «lerrouxisme».